# Nebra (boek)
Nebra is een fantasy-thrillerboek van de Duitse auteur Thomas Thiemeyer. Het verscheen in juli 2009. Het boek werd naar het Nederlands vertaald door Wim van der Zande.

## Verhaal
Het verhaal start tijdens een schoolreis aan de Brocken in het Harz-gebergte waar enkele leerlingen een verborgen spelonk vinden dewelke leidt naar een ondergrondse gang en uitmondt in een grote grot. Daar worden ze gevangengenomen door een sekte die hen wil offeren. Echter wordt het ritueel afgebroken en kunnen de leerlingen ontsnappen. Uit vrees durven zij met niemand spreken over het incident. Enkel een kleine brandwonde in hun nek bewijst dat het voorval realiteit was.
Daarop verspringt het verhaal tientallen jaren. Archeologe Hannah Peters doet onderzoek naar de Hemelschijf van Nebra. Via een tip van haar voormalige vriend belandt ze in het Harz-gebergte waar ze verliefd wordt op de rijke Michael. Michael was destijds een van de ontvoerde leerlingen. Hij is nu terug in Harz om uit te zoeken wat er destijds gebeurde. Volgens hem is er een connectie tussen de hemelschijf, de stand van de Plejaden en Walpurgisnacht. De hemelschijf wordt gestolen door uitermate sterke wolfachtige mensen en in de streek worden toeristen ontvoerd, waaronder ook Michael en Hannah. Zij worden vastgehouden in de onderaardse grot en staan op het punt om geofferd te worden. De sekte bestaat nog steeds en zij willen een ritueel uitvoeren waardoor een gevreesde demon zal opstaan.